# William Kruskal
William Kruskal   (Nova York, 10 d'octubre de 1919 - Chicago, 21 d'abril de 2005) va ser un estadístic i matemàtic nord-americà conegut principalment per haver formulat, juntament amb W. Allen Wallis, l'anàlisi de variància d'una via, anomenada prova de Kruskal-Wallis, una prova estadística no paramètrica àmpliament utilitzada.
Kruskal va néixer en una família jueva a la ciutat de Nova York, fill d'un majorista de pells. La seva mare, Lillian Rose Vorhaus Kruskal Oppenheimer, va esdevenir una promotora destacada d'origami en l'època primerenca de la televisió. Va ser el major de cinc fills, tres dels quals, Joseph Kruskal, Martin Kruskal i ell mateix, van esdevenir investigadors en Matemàtiques i Física. Kruskal va deixar Antioch College per assistir a la Universitat Harvard, rebent el grau i el mestratge en matemàtiques els anys 1940 i 1941 respectivament. Es va doctorar en ciències matemàtiques a la Universitat de Colúmbia l'any 1955.
Durant la Segona Guerra Mundial, Kruskal va servir al US Naval Proving Ground a Dahlgren (Virgínia). Després de breus períodes de treball per al seu pare i conferències a la Universitat de Colúmbia, es va incorporar a la Universitat de Chicago com a instructor d'Estadística el 1950. El 1958 va ser elegit membre de l'Associació Americana d'Estadística. Va ser editor de la revista Annals of Mathematical Statistics des de 1958 fins a 1961, va exercir com a president de l'Institute of Mathematical Statistics el 1971 i de l'American Statistical Association el 1982. Kruskal es va retirar com a professor emèrit el 1990.
L'any 1978 va rebre el Premi Samuel S. Wilks. Va ser Fellow de l'Institute of Mathematical Statistics, de l'American Statistic Association, de l'American Association for the Advancement of Science i de l'American Academy of Arts and Sciences.

## Publicacions seleccionades
- «Use of ranks in one-criterion analysis of variance». Journal of the American Statistical Association, 47, 260, 1952, pàg. 583–621. DOI: 10.2307/2280779. JSTOR: 2280779.
- «Measures of association for cross classifications». Journal of the American Statistical Association, 49, 268, 1954, pàg. 732–764. DOI: 10.2307/2281536. JSTOR: 2281536.
- «Measures of Association for Cross Classifications. II: Further Discussion and References». Journal of the American Statistical Association, 54, 285, 1959, pàg. 123–163. DOI: 10.2307/2282143. JSTOR: 2282143.
- «Measures of association for cross classification III: Approximate Sampling Theory». Journal of the American Statistical Association, 58, 302, 1963, pàg. 310–364. DOI: 10.2307/2283271. JSTOR: 2283271.[Enllaç no actiu]
- «The coordinate-free approach to Gauss-Markov estimation, and its application to missing and extra observations». Proceedings of the Fourth Berkeley Symposium on Mathematical Statistics and Probability, 1, 1961, pàg. 435–451.
- Kruskal, William «When are Gauss-Markov and least squares estimators identical? A coordinate-free approach». Annals of Mathematical Statistics, 39, 1968, p. 70–75. DOI: 10.1214/aoms/1177698505.
- «Miracles and Statistics: The Casual Assumption of Independence (ASA Presidential address)». Journal of the American Statistical Association, 83, 404, 12-1988, p. 929–940. DOI: 10.1080/01621459.1988.10478682.
- Measures of Association for Cross Classifications.  Nova York: Springer-Verlag, 1979. ISBN 0-387-90443-3.
- Bibliografia completa Universitat de Chicago Arxivat 2015-09-24 a Wayback Machine.